# Slipknoten
Der Slipknoten ist ein Stopperknoten, der durch Ziehen am losen Ende wieder leicht gelöst werden kann. Laut dem Ashley-Buch der Knoten soll mit diesem Namen nur dieser eine Knoten bezeichnet werden. Alle anderen gleichartigen Knoten sind bloß geslippte Knoten.

## Beschreibung
Er ist eng mit dem Überhandknoten verwandt, der Unterschied zwischen beiden ist nur die Behandlung des losen Endes. Beim Slipknoten bildet man mit dem losen Ende eine Bucht, bevor es wieder eingesteckt wird.
Man legt also den Überhandknoten auf Slip.
Zum Aufbinden genügt ein leichter Zug auf dem losen Ende der Leine. Damit wird die Schlinge herausgezogen und der Knoten geht sofort auf.
Man kann den Slipknoten sowohl in die Mitte als auch an ein Ende der Leine binden, die Last darf aber immer nur auf das feste Ende kommen. Er wird überall benutzt, wo es darauf ankommt, ihn wieder schnell losmachen zu können.

## Knüpfen

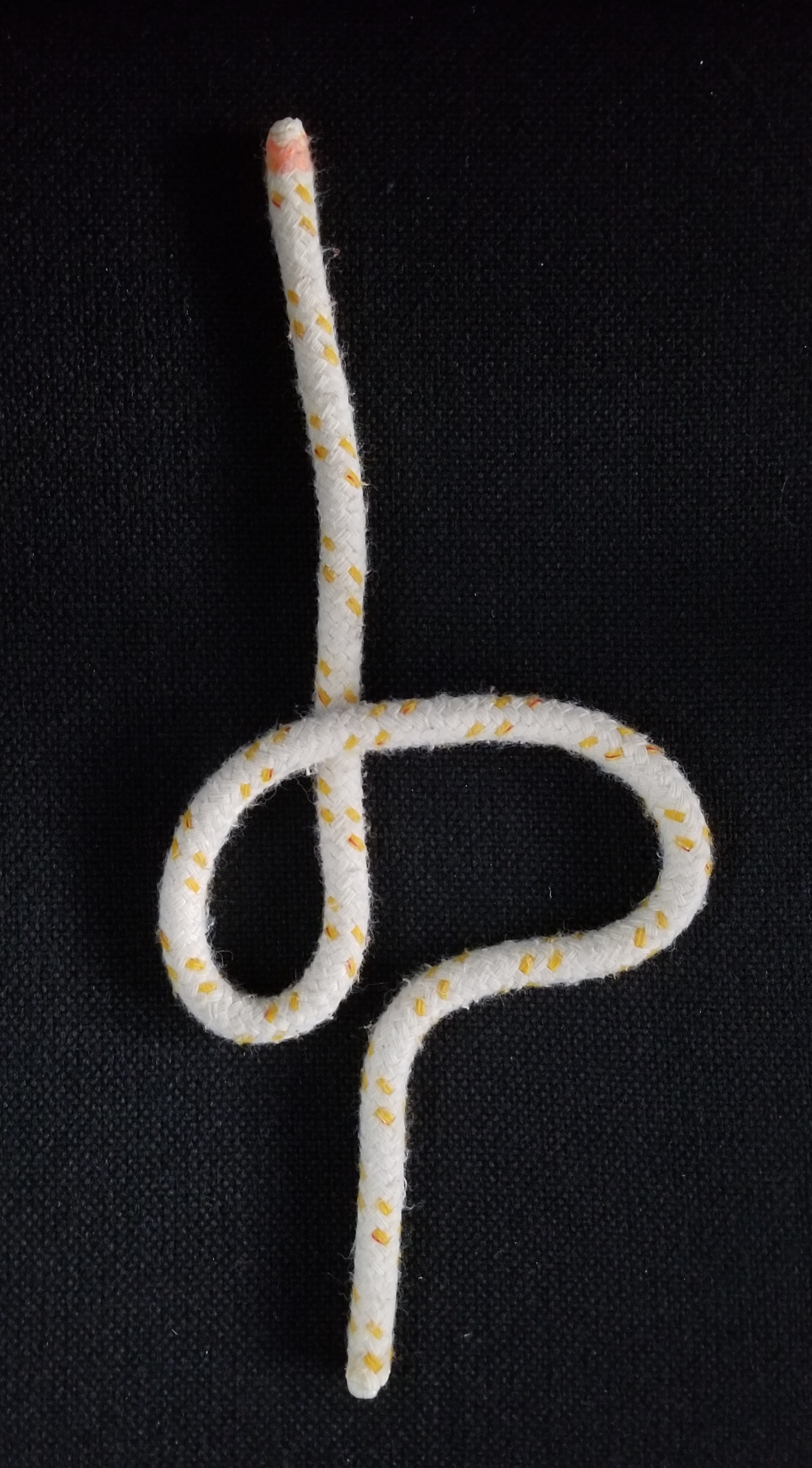
Nachdem man mit dem losen Ende, auch Arbeitsende genannt, ein linksgängiges Überhandauge um das feste Ende gelegt hat, bildet man eine Bucht.
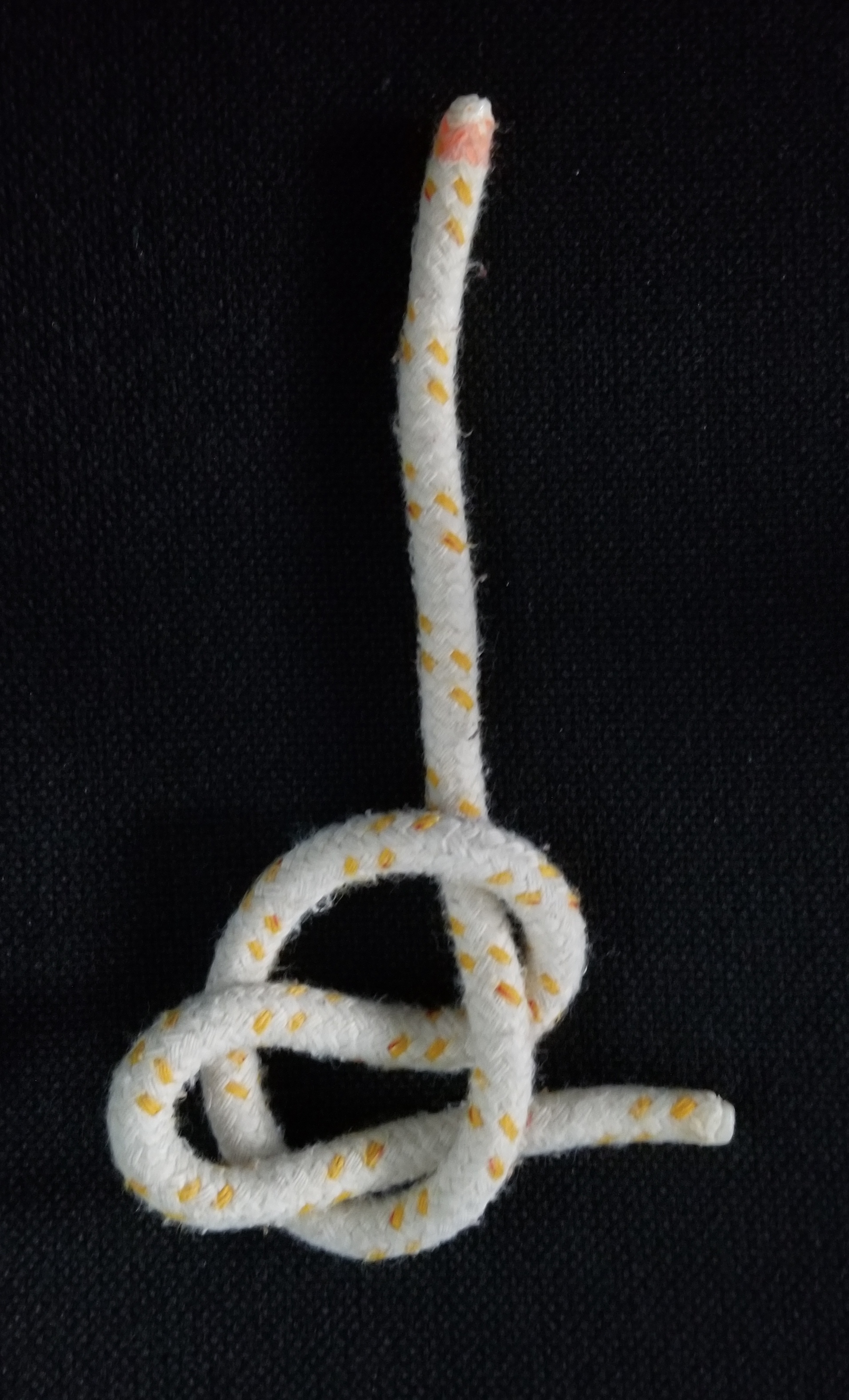
Die Bucht wird durch das Auge gezogen …
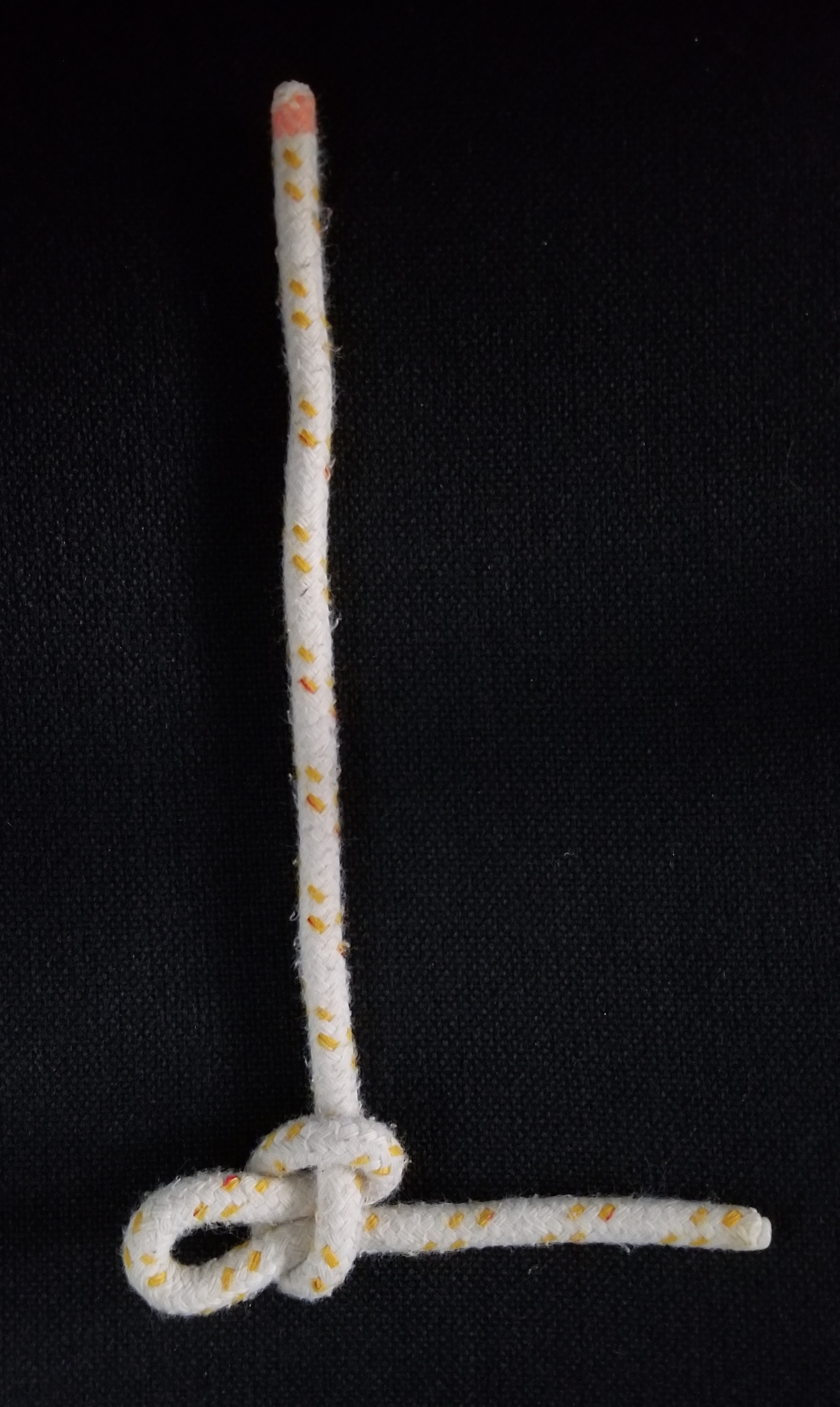
… und zugezogen.
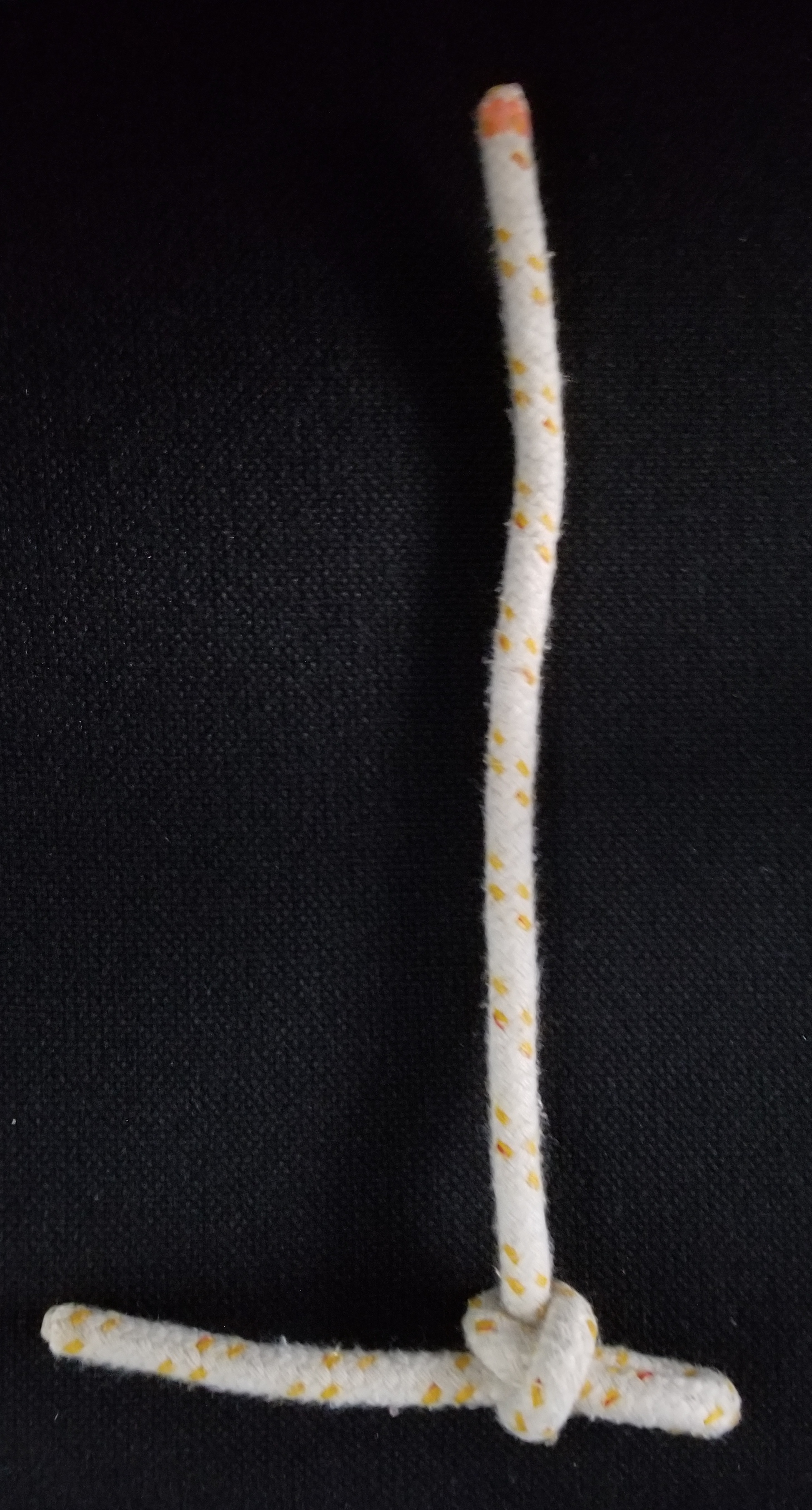
Rückseite

## Eng verwandte Knoten
Es gibt zwei Möglichkeiten, einen Überhandknoten auf Slip zu legen, je nachdem mit welchem Seilende der Slip gelegt wird. Wird der Slip mit dem losen Ende gebildet, entsteht der Slipknoten. Mit ihm erhält man einen leicht zu öffnenden Stopperknoten. Knüpft man den Slip dagegen mit dem festen Ende, entsteht die Einfache Schlinge, ein laufender Knoten, der sich zuzieht, wenn Zug auf das feste Ende kommt.

Unterschied
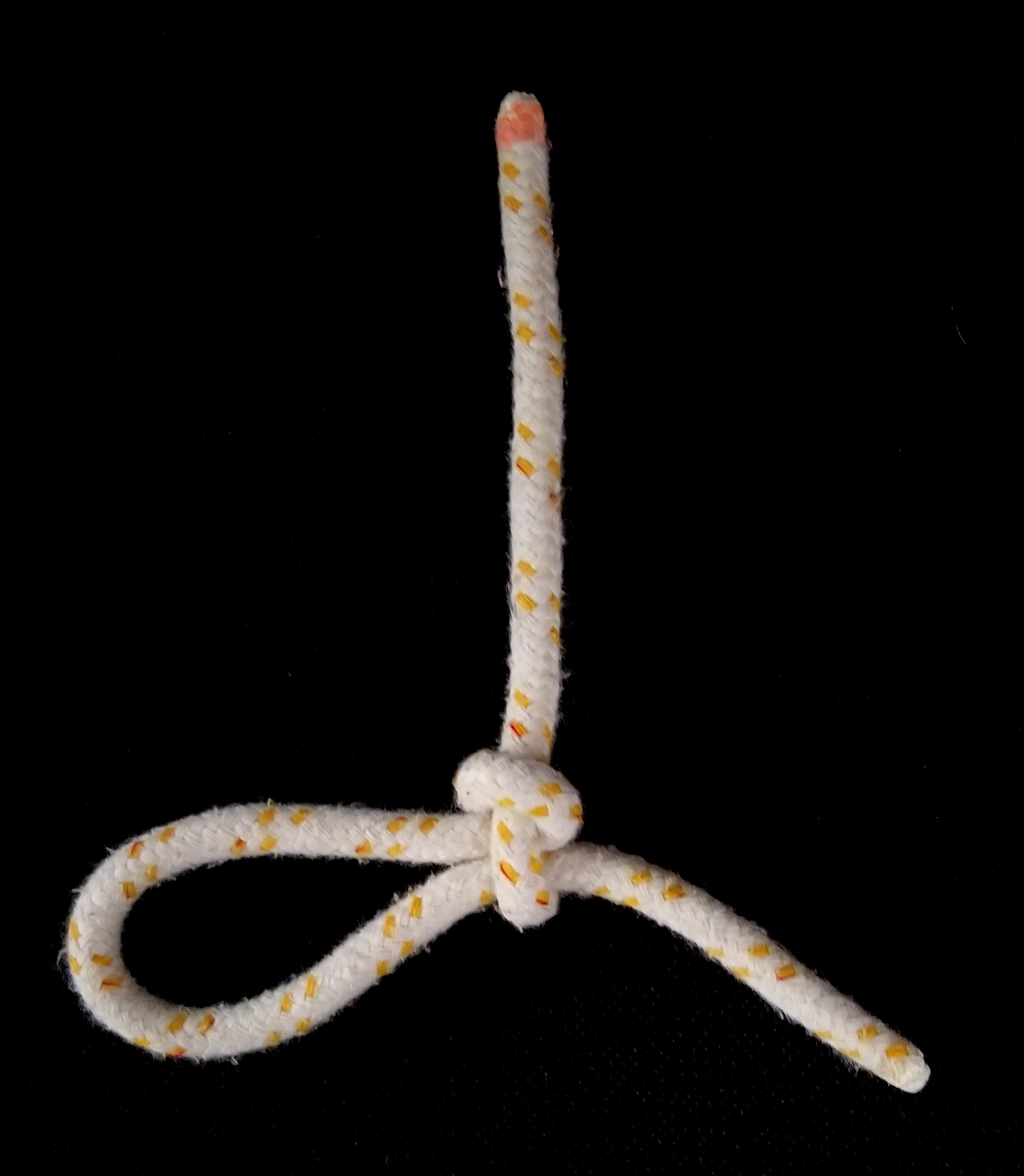
Slipknoten Durch Zug am losen Ende (gelb markiert) löst sich der Slipknoten auf
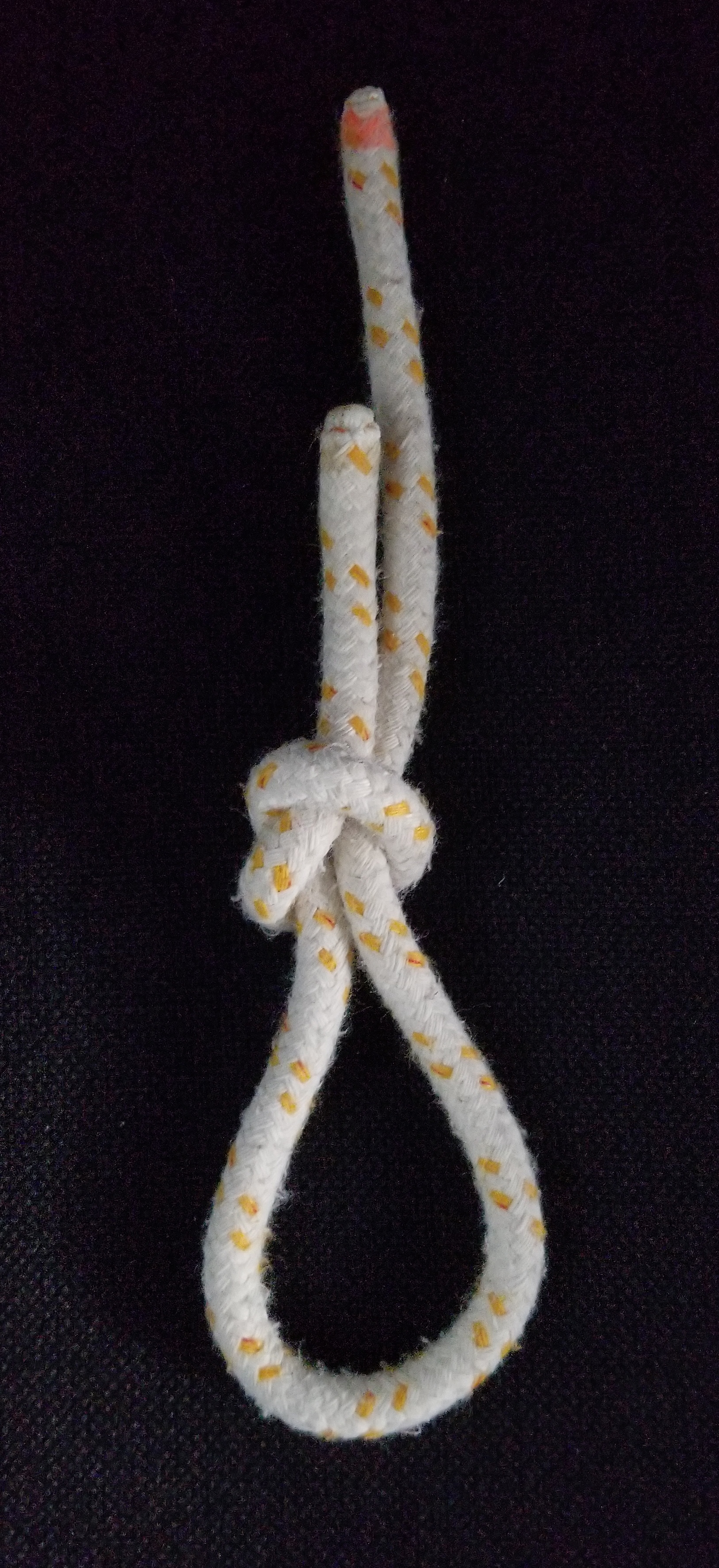
Einfache Schlinge Durch Zug am festen Ende (rot markiert) löst sich die Schlinge auf.

## Abwandlungen
Einige Knoten werden häufig mit anderen verwechselt, die von der Form oder dem Namen her dazu verleiten. Beispiele hier sind der Slipknoten, der Halbe Schlag mit Slip, die Einfache Schlinge, die Slipschlinge, der Schlingenstek mit Slip und der Slipstek.

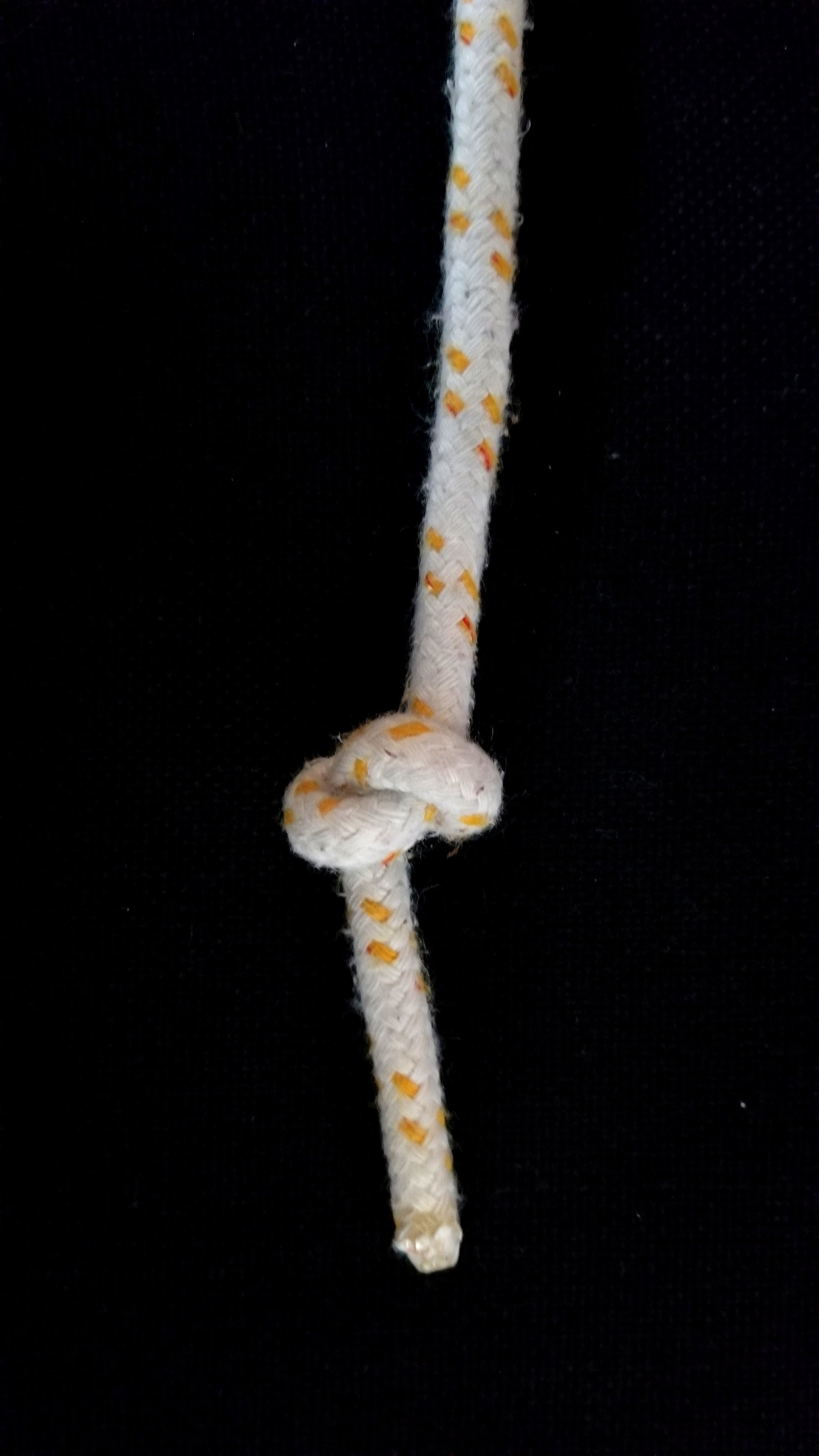
Überhandknoten. Erweitert man einen Überhandknoten, indem man ihn auf Slip legt, entsteht ein Slipknoten oder eine Einfache Schlinge.
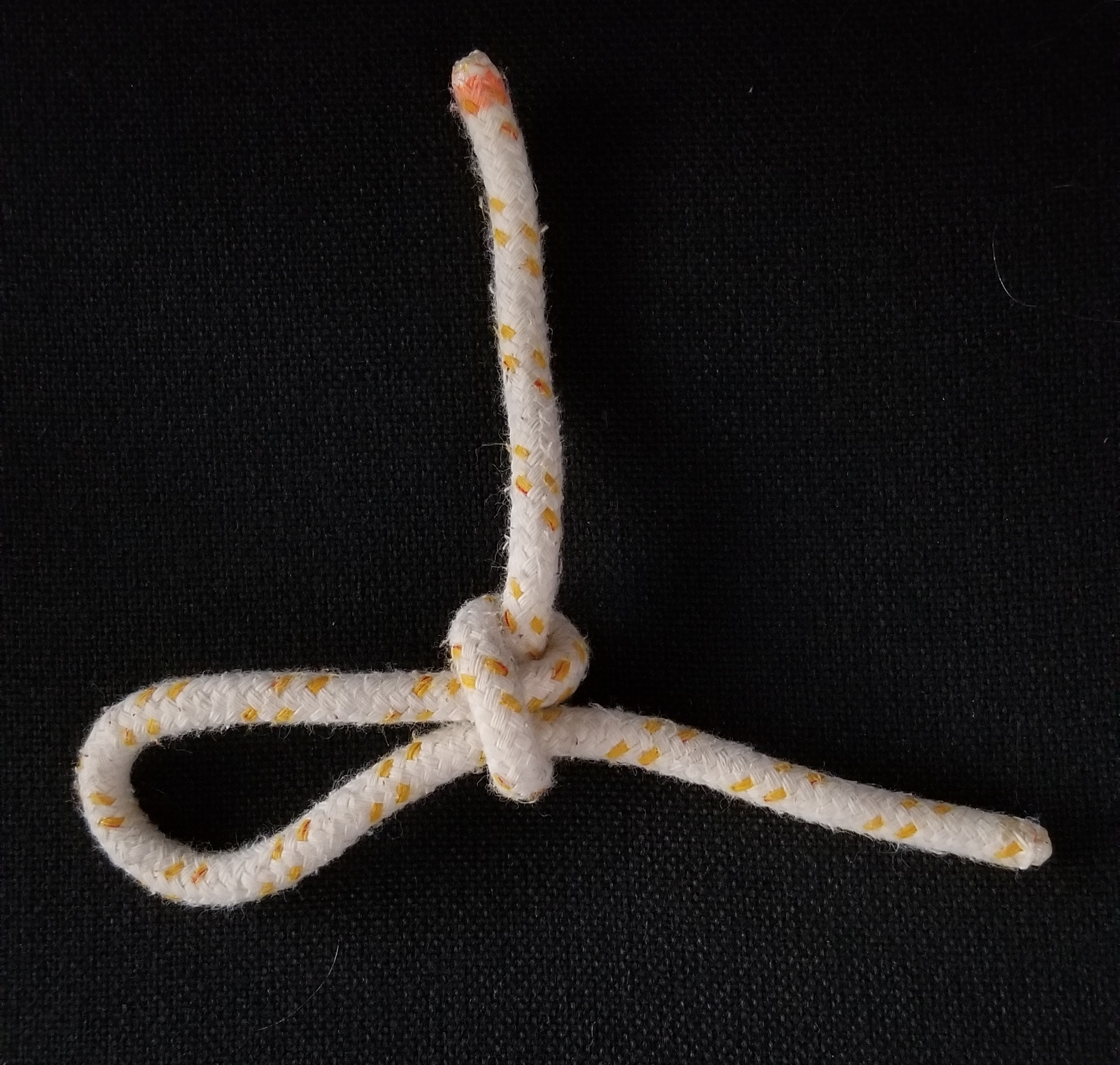
Beim Slipknoten[2] bildet man mit dem losen Ende eine Bucht, bevor es wieder eingesteckt wird.
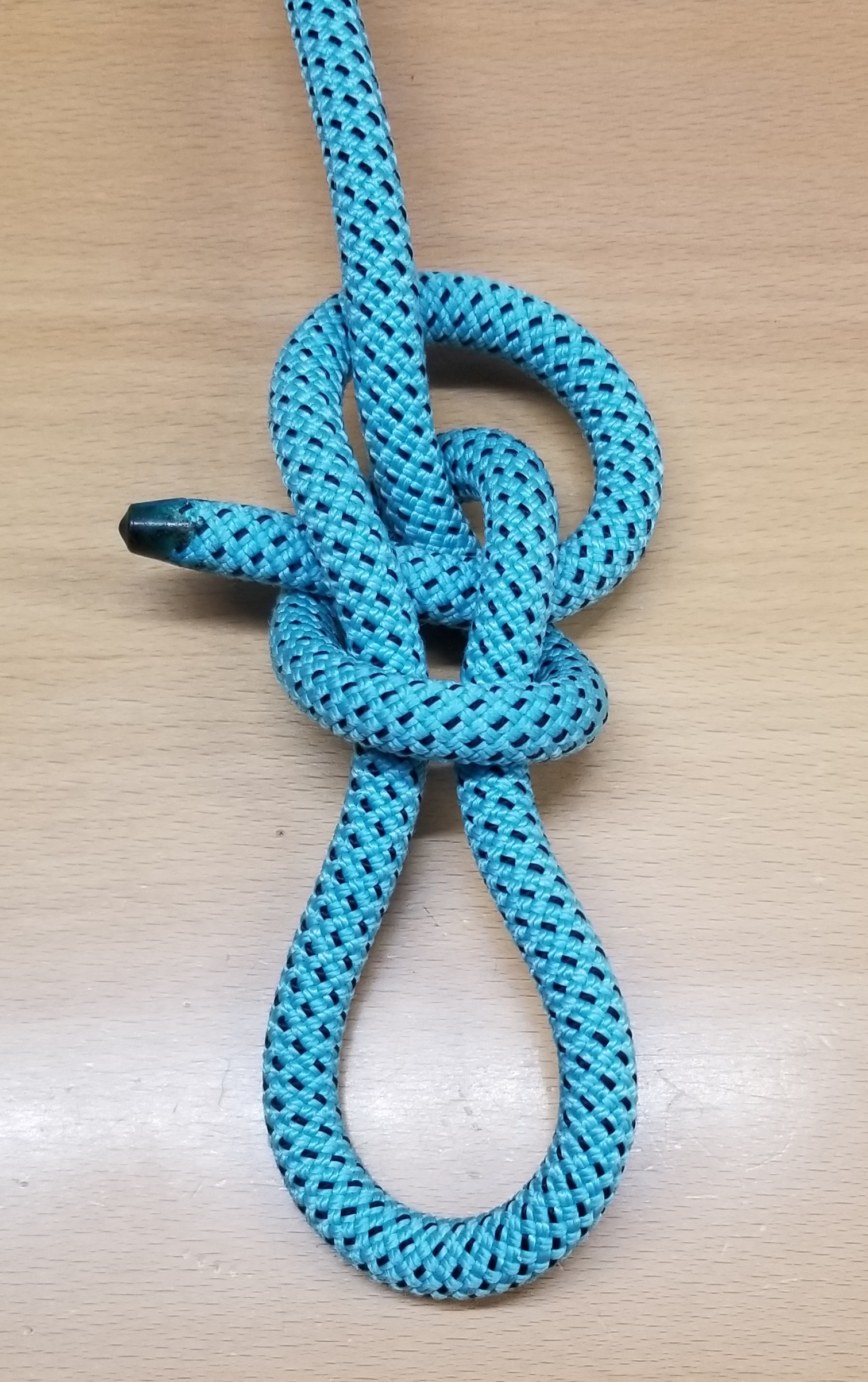
Arbeitet man das Arbeitsende in den Slipknoten wie gezeigt ein, erhält man die Anglerschlaufe.
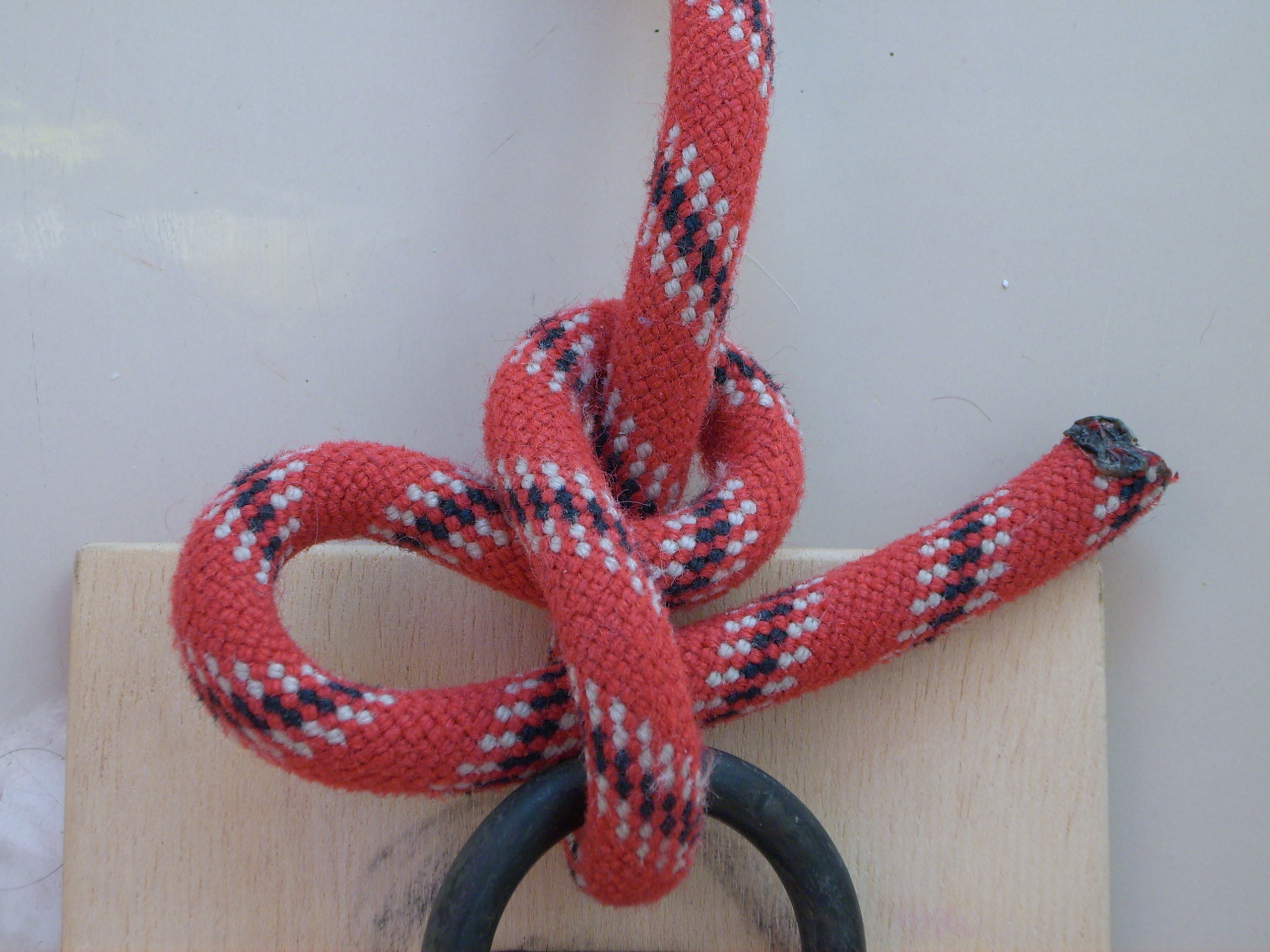
Knüpft man den Slipknoten um einen Gegenstand, entsteht ein Halber Schlag mit Slip.
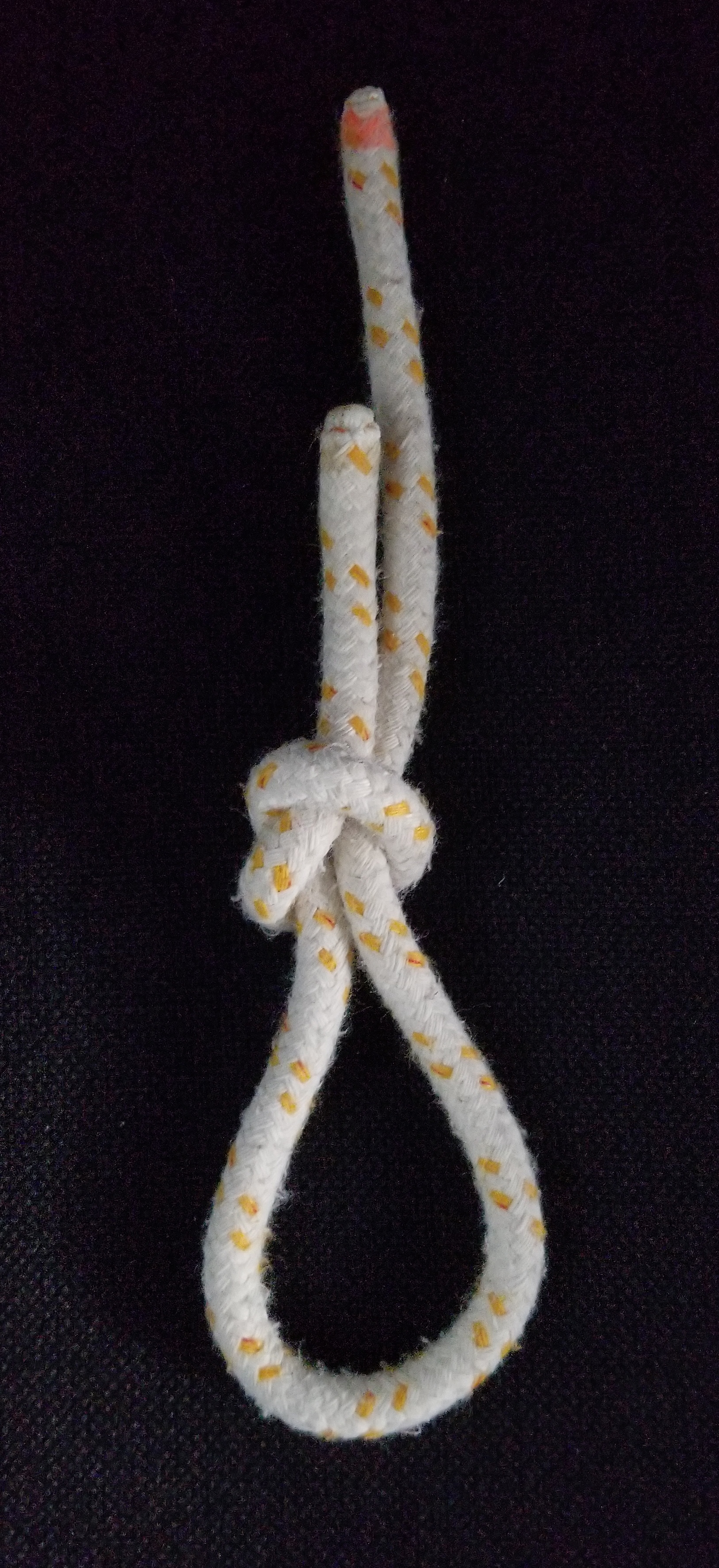
Bei der Einfachen Schlinge bildet man mit dem festen Ende eine Bucht, in diesem Fall die Schlinge, bevor sie wieder eingesteckt wird.
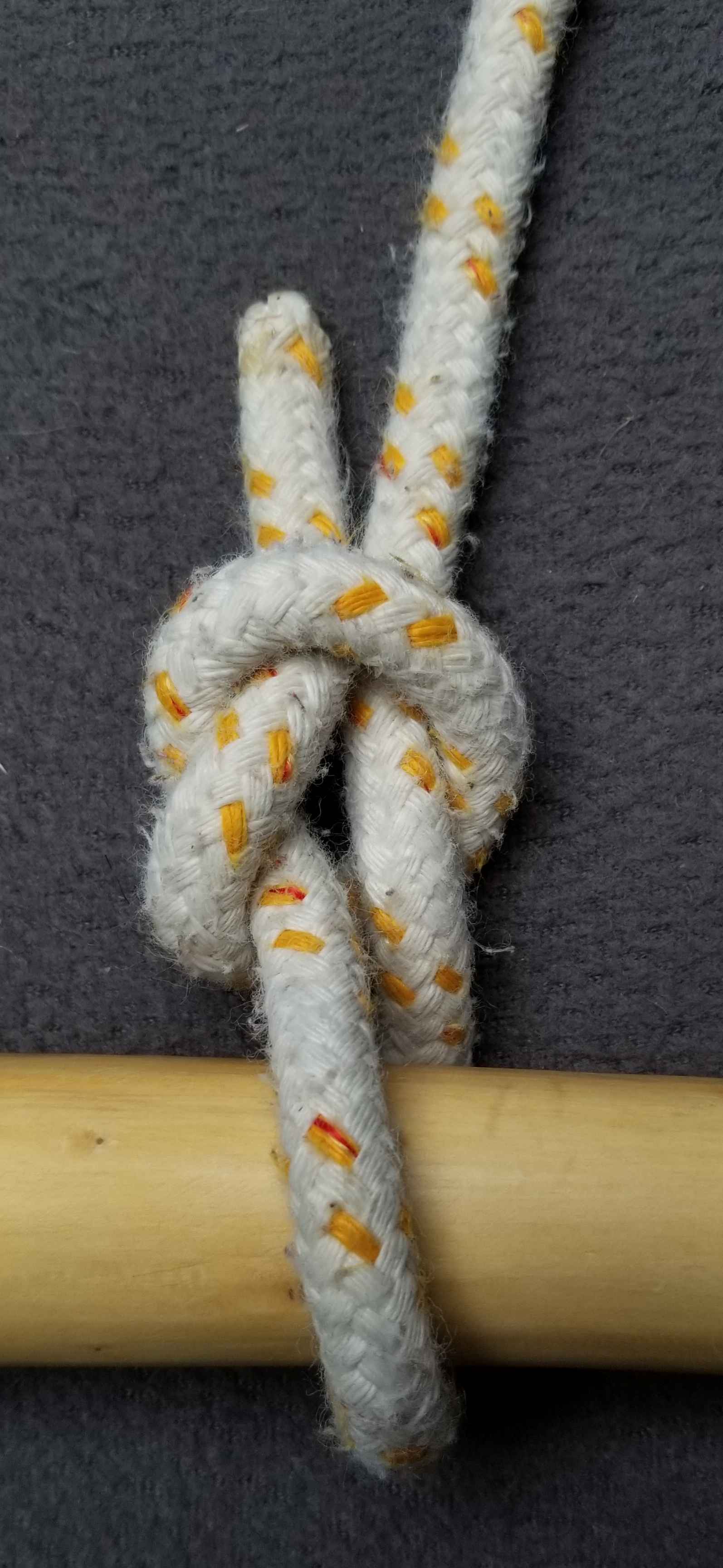
Wird die Einfache Schlinge um einen Gegenstand (hier eine Stange) gebunden, erhält man einen Schlingenstek[5].
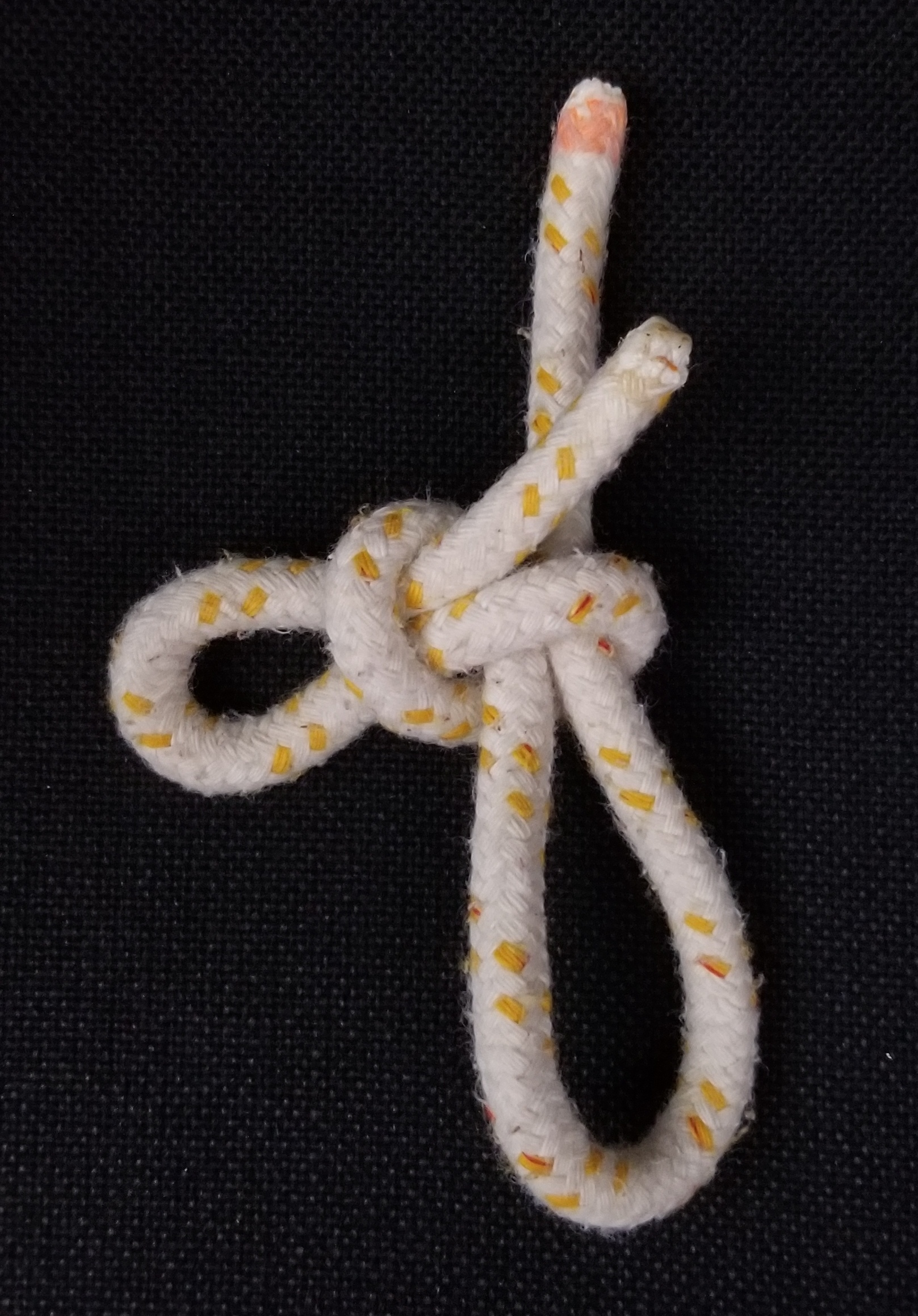
Bildet man bei der Einfachen Schlinge vor dem Durchstecken des losen Endes durch das Auge eine Bucht und steckt sie dann durch das Auge, entsteht die Slipschlinge.
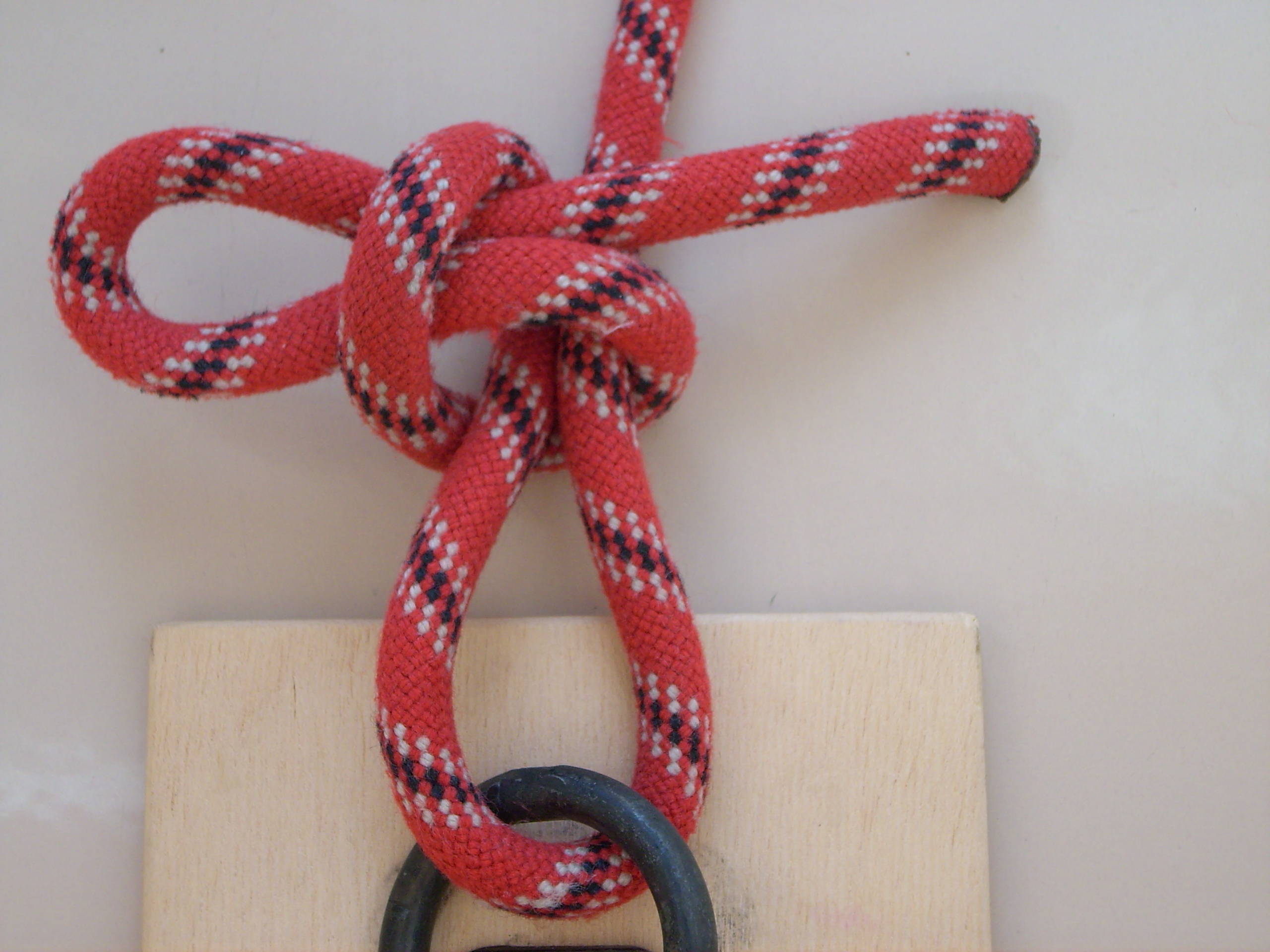
Knüpft man die Slipschlinge um einen Gegenstand, entsteht ein Schlingenstek mit Slip.
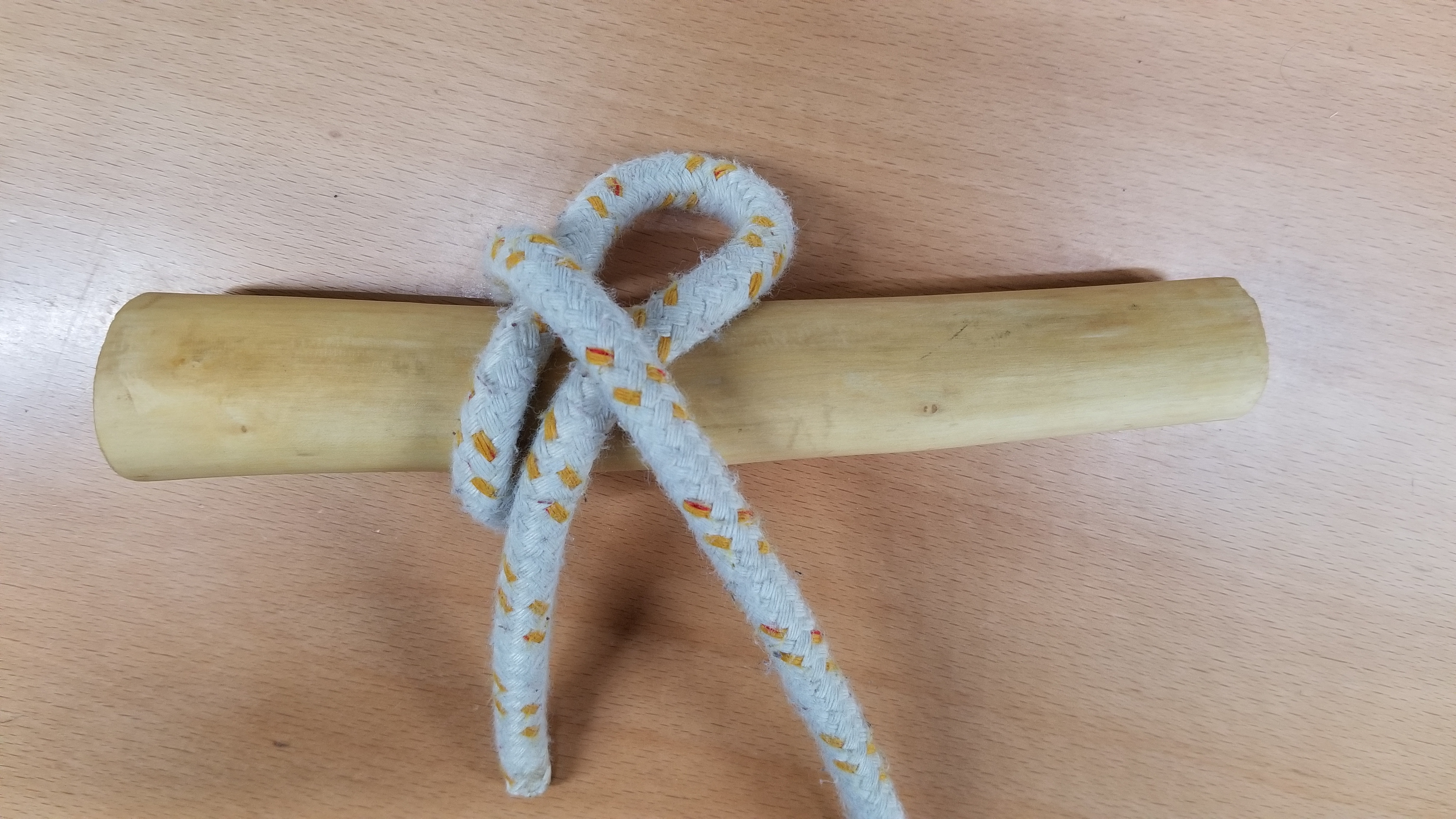
Bildet man mit dem losen Ende eine Bucht und führt es unter das feste Ende, erhält man den Slipstek[8], der aber nur aufgrund des Druckes und der Reibung hält.

## Kulturelle Bezüge
- Der US-amerikanische Singer-Songwriter Woody Guthrie schrieb ein Lied mit dem Titel Slipknot.[9][10] Eine im Text abgewandelte Version trägt den Titel Hangknot.[11][12] Gemeint kann aber nicht der oben beschriebene Knoten sein, sondern allgemein eine Schlinge, die auf Slip gelegt ist wie der Schlingen- oder Henkersknoten. Eine Schlinge, die sich auflöst, wenn sich nichts in ihr befindet, was aber laut dem Lied von Woody Guthrie nie vorkommt. Bei Guthrie bezieht sich der Name Slipknot also nicht auf diesen Knoten, sondern auf zuziehbare Schlingen allgemein, wie den Henkersknoten.
- Die US-amerikanische Metalband Slipknot aus Des Moines in Iowa, die sich ursprünglich The Pale Ones nannte, hat sich nach dem Lied Slipknot umbenannt.[13] Auch hier bezieht sich der Name auf zuziehbare Schlingen.

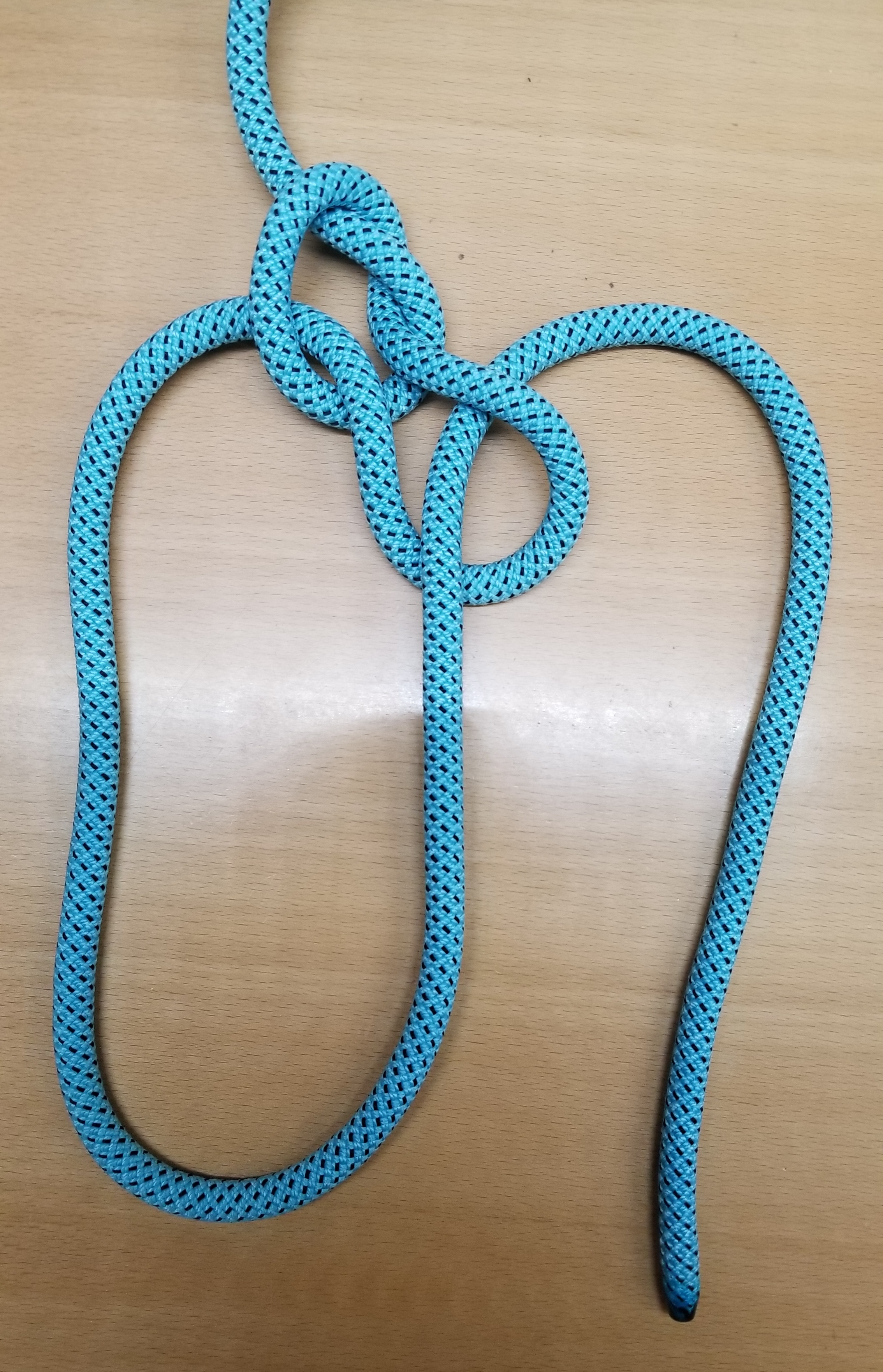
Fuhrmannsknoten mit Slipknoten

Suebenknoten mit Slipknoten

### Fuhrmannsknoten
Der Fuhrmannsknoten benutzt den Slipknoten als Umlenkschlinge, die sich später durch Zug wieder lösen lässt.

### Suebenknoten
Der Suebenknoten benutzt den Slipknoten zum Verschnüren der Haare.